# Українці в Австралії
Українська спільнота в Австралії посідає особливе місце в українській діаспорі. Складаючись лише з 38 тисяч осіб українського походження, вона у другій половині 20 століття добилася настільки значних успіхів у громадському та культурному житті, що їх можна порівняти лише з досягненнями багатомільйонної північноамериканської української діаспори, яка нещодавно відсвяткувала столітній рубіж на тому континенті.

## Перші українські поселенці
Австралія, як країна імміґрантів, була насамперед такою для мешканців Великої Британії та Ірландії — і згодом для колоній і домініонів імперії. З кінця 19 століття зі Західної Європи лише частково й нечисленно прибували німецькі, французькі — пізніше італійські та грецькі — імміґранти, серед яких було чимало євреїв. З українців приїжджали тільки одиниці, та про цих перших поселенців або тимчасових відвідувачів є лише скупі відомості. Взагалі складно встановити етнічність та національність прибульців зі Східної Європи, оскільки українців включали в число російських та польських поселенців і мандрівників.
У 1820 до Сіднея прибув російський корабель «Открытие»; з цієї експедиції залишився тут хворий матрос Федір Зубенко, уродженець Полтавщини, подальші сліди якого губляться. За деякими даними, українцями були емігранти зі Львова: лікар Джон Луцький (або Лоцький), що прибув до Австралії 1832  р. і займав посаду державного ботаніка; також в Тасманії проживали Казимир Кабат та Володимир Коссак, які працювали згодом у поліції. 1854 осів у Джилонгу (штат Вікторія) 16-річний юнак із Шотландії, син спольонізованого українця, Юрко Горецький.

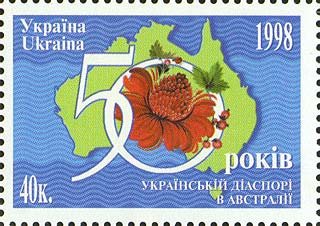
Поштова марка України 1998 р., присвячена 50-річчю української діаспори в Австралії
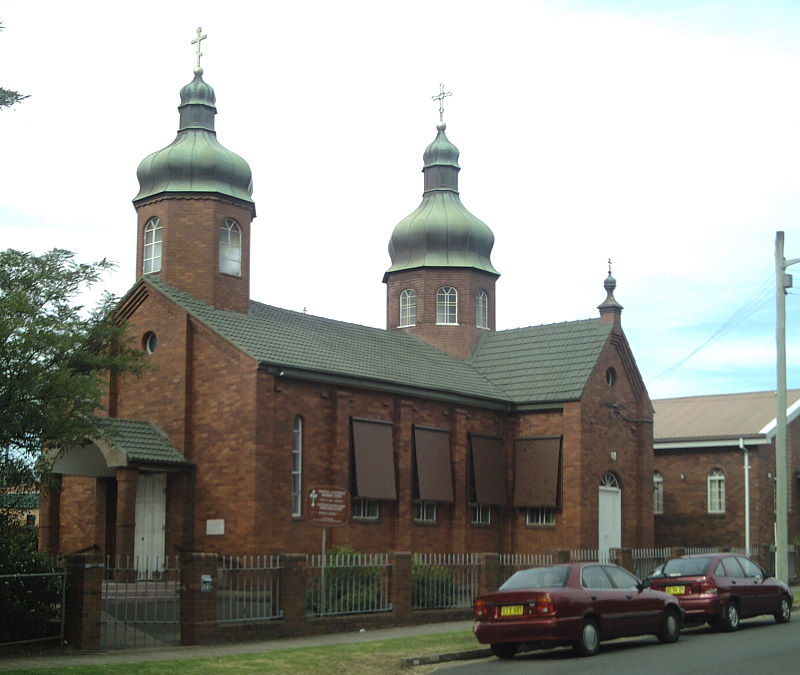
Українська церква в м. Ґренвіл, околиці Сіднея
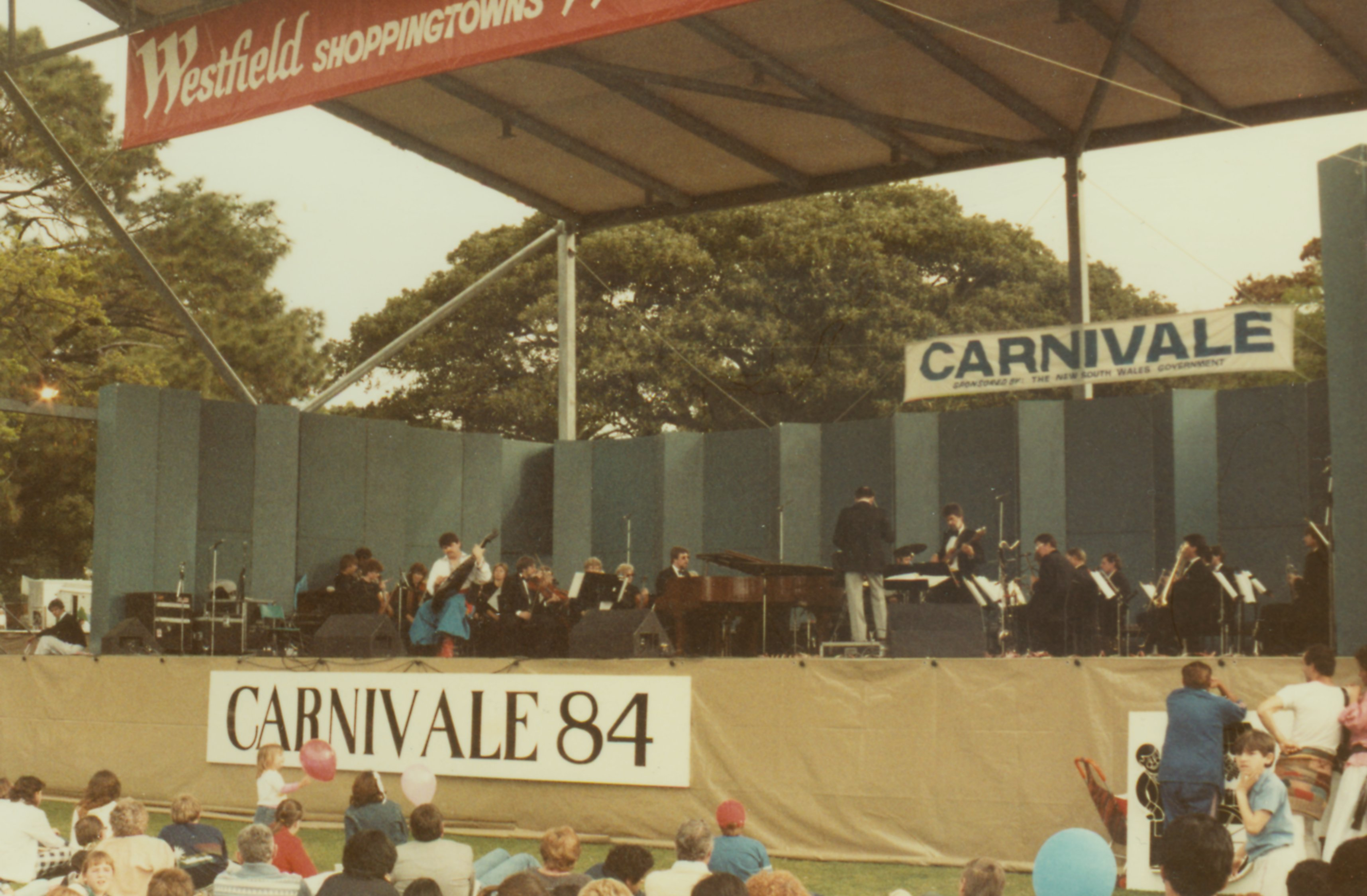
Бандурист Віктор Мішалов, уродженець Сіднея у супроводі Сіднейської симфонічної оркестри

У 1850-х рр. до Австралії приїхав український вояк Михайло Гриб з австрійської армії, поселився в Квінсленді і тут доробився до значного майна на фермі; до нього приїхав 1860  р. селянин Яцко Пелєвський, який успадкував майно Гриба. Інший український юнак І. Займак прибув 1869  р. до Брисбену, а потім поселився в Новому Південному Уельсі (НПВ), де займався вирощуванням устриць.
Видатною постаттю в українсько-австралійських взаєминах лишається Микола Миклуха-Маклай, визначний мандрівник, океанограф та етнолог, що у 1870-х роках досліджував Нову Ґвінею, острови Малайського архіпелагу, перебував у Сіднеї, де одружився з австралійкою та зробив великий внесок у вивчення тубільних культур та географії Австралії.
Перед Першою світовою війною прибули вже більші групи емігрантів з Російської імперії, які працювали в її далекосхідних регіонах та в Китаї. Серед них були й українці, переважно робітники залізничних і корабельних компаній. Вони поселилися в штаті Квінсленді, зокрема в столиці Брисбені, і працювали в промисловості та сільському господарстві. Ці емігранти заснували російські клуби, навіть виходила газета «Австралийское Эхо». Саме в такому спільному культурному клубі у Брисбені на початку 20 ст. виник етнічний конфлікт між українцями і росіянами (російське керівництво клубу відмовилося передплатити українську пресу з Європи й Америки). Тоді створено окрему організацію — Український Робітничий Клуб в Квінсленді. Є відомості, що один з діячів клубу, В. Харченко, організував театр, трупу, яка поставила першу українську виставу в Австралії — «Назар Стодоля». Виглядає, що це було нечисленне земляцьке об'єднання, яке згодом знову влилося в російське культурне і релігійне життя, бо окремих українських організацій вже не зареєстровано. Більша частина їх швидко асимілювалася. Про цих українців у Квінсленді пише журналіст Григорій Піддубний з Полтавщини: «чи не єдиний інтеліґент серед цих українських емігрантів» в журналі «Західня Україна» (1930). Сам Піддубний перебував в Австралії у 1913—1917 рр., потім повернувся в Україну й помер на засланні.
У 1911—1917 в Австралії жив російський-український більшовицький революціонер Артем (Федір Сергєєв). Перебуваючи майже 7 років в Австралії, де не було жодних революційних потрясінь, він устиг не тільки одружитися з англійською баронесою, а й заснувати Соціалістичну партію Австралії.
1912 до Австралії прибув лікар і журналіст, мандрівник і любитель пригод С. Барчинський. Він тричі повертався до Австралії, найдовше жив і працював у Сіднеї і помер у Західній Австралії. Барчинський популяризував відомості про Австралію в галицькій пресі між двома війнами, а по Другій світовій війні був одним з небагатьох, хто ділився досвідом і порадами з новими іммігрантами. Після закінчення подій 1917—1920 в Росії до Австралії прибув українець із Сибіру Іван Іванець, який став власником і розбудував велику ферму в околиці м. Дарвін (Північна Територія). Серед міжвоєнних емігрантів був і Є. Антонишин, який 1932 року приїхав до Сіднея, а згодом поселився в Квінсленді. У 1920-х роках прибуло ще кілька українців з Далекого Сходу й Китаю; їх значно більше втекло з Китаю перед комуністами у 1940-х роках. Вони були активними в українському культурному і громадському житті (М. Мережаний, Микола Пирогів, Григорій Дончак й інші). Водночас чимало українців, що перебували серед російської білої еміґрації в Китаї і Японії, після Другої світової війни приєдналися до російської церкви й російської національній еміґрації в Австралії.

## Головна еміграція
Масова еміграція в Австралію розпочалася наприкінці 1940-х років, а найбільшого розмаху набула 1949 року — з Німеччини, з так званих таборів переміщених осіб («Ді-Пі»).
Відразу після прибуття до Австралії українці згуртувалися, розпочалося громадське і церковне життя. У столицях всіх шести штатів утворилися об'єднання, які називалися українськими громадами Вікторії, Тасманії тощо. Для координації дій і співпраці всі громади об'єдналися в Союз Українських Організацій в Австралії. Окрім того, розпочав діяльність Союз Українок Австралії, молодіжні організації «Пласт» і «СУМ», утворилися спортивні товариства «Копаного м'яча» i «Відбиванки». Ветерани двох світових воєн, колишні вояки УПА також створили свої організації.
Місцями розселення українців є штати Новий Південний Уельс, Вікторія, Південна Австралія в околицях найбільших індустріальних міст Австралії, біля Сіднею, Мельбурну та Аделаїди. Менші скупчення виникли в Перті, Брисбені, Окслі, Нюкастлі, Волонґонзі, Джилонгу, Саншайні та невеличка громада в столиці Австралії Канбері й її околицях Квінбієну. Живуть поодинокі родини в місті Кернс та в Аліс-Спрингс. Невеличка громада українців живе в Тасманії.
В багатьох місцевостях діє українська громада, Спілка Української Молоді (СУМ), Пласт, Союз Українок, українська школа, кредитівка та ряд суспільно-політичних організацій, мішані хори, танцювальні групи, ансамблі бандуристів, театральні гуртки, літературні клюби, товариства професіоналів та підприємців, спортові клуби копаного м'яча, відбиванки та ґольфу.

## Сьогодення
Сьогодні старша генерація, яку можна назвати будівничими українського життя в Австралії, поступово вимирає, а покоління, народжене в цій країні, має інші інтереси. Тепер в Австралії немає жодного українського театру, а громади в деяких провінційних містах перестали взагалі існувати. За останніх 40 років тут не було жодного припливу свіжої крові — еміграції з України. Лише незначна частина теперішніх емігрантів долучається до старої української громади. Українська громада має хороші стосунки із Посольством України в Австралії (м. Канберра).

## Культурно-мистецька діяльність

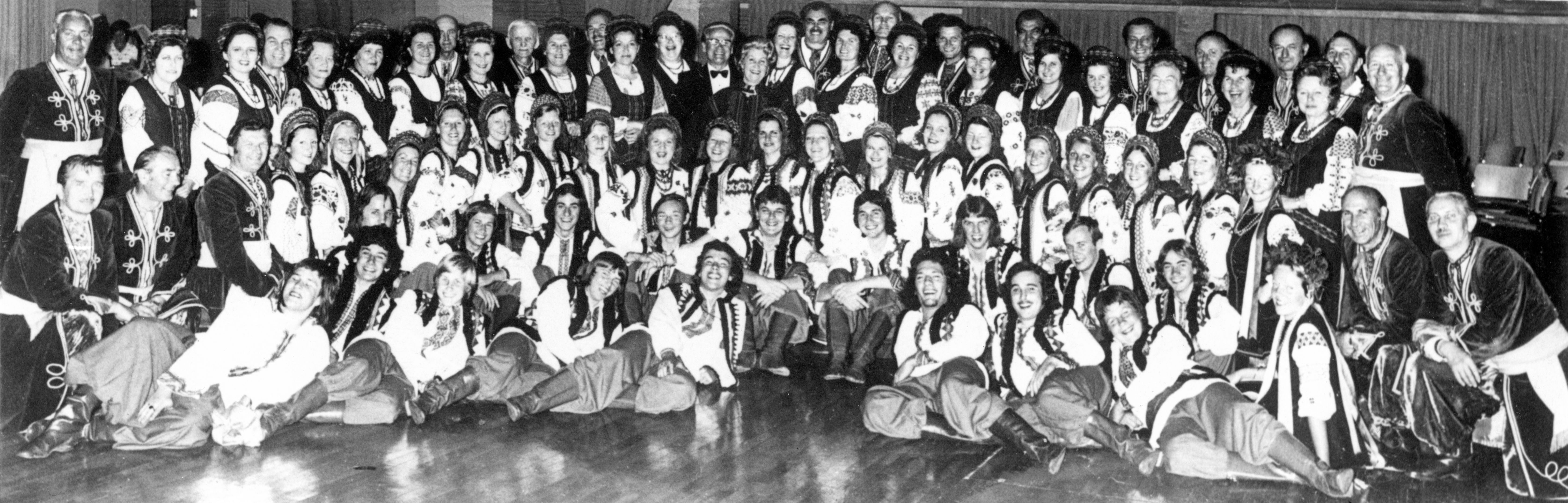
Хор «Боян» під керівництвом Василя Матіяша, і «Український Народній Балет» — мистецький керівник і хореограф — Наталя Тиравська. Фото: початок 1970-х рр. Сідней

У більшості місцевостей, де існували українські громади, діяли хори і театри, в яких, окрім одного-двох професійних акторів, брали участь аматори. Жінки вишивали, різьбили і навчали молодь цим ремеслам. Діяли суботні школи, де діти навчалися українознавчих предметів. Греко-католики, протестанти і православні утворили свої церковні громади. Були побудовані народні доми, часто з приміщеннями для суботніх шкіл. Церкви споруджувалися на кошти українців без допомоги держави. Деякі з тих громад, які будували храми, мали усього близько 200 активних членів. Українці в Австралії організовували концерти, театральні вистави, відзначали історичні дати, проводили літературні вечори, спортивні змагання, дискусії, семінари. Усе це можна назвати святами, які йшли в ногу із приватним життям. Цей період можна назвати «золотим віком» української спільноти в Австралії.
1951 року в місті Перт був заснований українськими мігрантами «Футбольний клуб Київ» (Kiev Soccer Club), який згодом іменувався «Інглвуд Київ», «Інглвуд Сокіл», а з 1978 року — «Інглвуд Юнайтед» СК, кольори — жовто-блакитні. За участі української громади 1976 року побудований клубний стадіон.

## Українські громадські та мистецькі організації Австралії
- Союз Українських Організацій в Австралії (СУОА)
- Об'єднання Українських Громад Нової Південної Валії
- Союз Українок Австралії
  - Союз Українок Вікторії
  - Союз Українок ім. кн. Ольги
  - Союз Українок ім. Лесі Українки
  - Союз Українок ім. Оксани Мешко
  - Союз Українок ім. Ольги Басараб
- Організація української молоді «Пласт»
- Спілка Української Молоді в Австралії (СУМ).
- Спілка українських образотворчих митців Австралії (СУОМА)
- Українське мистецьке товариство (Сідней)

## Українські газети та часописи Австралії
- Вільна думка — перший український часопис в Австралії, видається у Сіднеї
- Церква і Життя — українська католицька газета в Австралії
- Українець в Австралії — двотижневик в Австралії від 1957—1985
- Новий обрій — ілюстрований альманах української діаспори в Австралії
- Наш фронт — видання Ліґи Визволення України в Австралії

## Радіо
- Радіо SBS щотижня транслює програми українською мовою у FM діапазоні в усіх великих містах країни. Вони також доступні на як подкасти
- Радіо 4EB (Брисбен) транслює українську програму

## Літературне життя
1951 року опубліковано першу українську художню книжку в Австралії — збірку імпресіоністичних новел «Після облоги міста» В. Русальського. До 1990 року вийшло вже 166 українських книжок (разом з деякими місцевими англомовними перекладами). Творці української літератури в Австралії — Дмитро Нитченко (Чуб), Ярослав Масляк, 3оя Когут, О. Ткач (Леся Богуславець), Василь Онуфрієнко, Пилип Вакуленко, Богдан Подолянко, Г. Чорнобицька, Євген Зозе, М. Гойя, Боженна Сірко, Микола Лазорський, І. Стоцький, Лідія Гаєвська-Денис, Марія Дейко, Т. Волошка та ін.
Юрко Ткач (у його англомовному перекладацькому доробку — «За ширмою» Б. Антоненка-Давидовича, «Собор» О. Гончара, «Побратими» В. Шевчука, твори Остапа Вишні, О. Бердника, А. Дімарова, І. Качуровського) популяризує українське художнє слово. 1977 він заснував власне видавництво «Bayda Books», що публікує українські й англомовні (переважно переклади) книжки. Дмитро Нитченко (Чуб) створив видавництво «Ластівка», М. Цюрак — «Книга». Протягом багатьох років в Аделаїді діяло Товариство ім. М. Зерова, що випустило декілька книжок неокласиків, збірку спогадів про них та поезію Євгена Плужника.
З 10 липня 1949 виходить у Сіднеї часопис «Вільна думка», з 1960 у Мельбурні — «Церква і Життя». У 1956—1990 видавався у Мельбурні часопис «Українець в Австралії»; 1949 в Аделаїді виходила газета «Єдність». Дмитро Нитченко (Чуб) видавав альманах «Новий обрій». Видано СУОА два томи «Українці в Австралії».
В Австралії є чимало українських літературно-мистецьких клубів, зокрема заснований Дмитром Нитченком у Мельбурні 1966 року Літературно-мистецький клуб ім. В. Симоненка, який періодично влаштовує літературні конкурси для української молоді. Розвитку та плеканню української мови сприяють хори — «Боян» (Сідней), «Чайка» (Мельбурн), «Гомін», жіночий «Ластівка», дитячий «Сестри» (Аделаїда). Всесвітню славу здобув австралійський бандурист Віктор Мішалов.
З квітня 2023 року, у Мельбурні, завдяки спільним зусиллям "Союзу Українок Вікторії" та "Відділу Мальви Союз Українок Австралії", розпочинає свою літературно-просвітницьку діяльність "Літературний клуб Мальви, Австралія".

## Українська освіта
У 1950 році з'явилися перші народні суботні українознавчі школи (де вчать українську мову і літературу, географію та історію України). 1951 року у Сіднеї функціонувала перша українська школа з двома вчителями та 20 учнями. 1952 було організовано українські шкільні ради в Новому Південному Уельсі та Вікторії, щоб координувати діяльність суботніх шкіл. На 1-му Всеавстралійському з'їзді вчителів українських суботніх шкіл (Мельбурн, 1956) утворено Українську центральну шкільну раду з осередками в Мельбурні та Аделаїді. При великих школах є дошкільні заклади та 1—2-річні вчительські курси. Найбільше шкіл було у 1959 (39 із загальною кількістю учнів — 2072), на 1990 рік їх стало менше (12 шкіл, 412 учнів). Учні 1-4 класів вивчають усі предмети за австралійськими підручниками (автор — Марія Дейко).
Коли постала Фундація Українознавчих Студій в Австралії — діє Лекторат Українознавства в Макворі Університеті (Сідней) та в Мельбурнському Монаш Університеті. Сьогодні учнів в школах не так вже й багато — в 2013 році навчалися до 300 учнів.
У деяких штатах Австралійський Уряд визнав українську мову як предмет до матуральних іспитів.

## Зв'язки з Україною

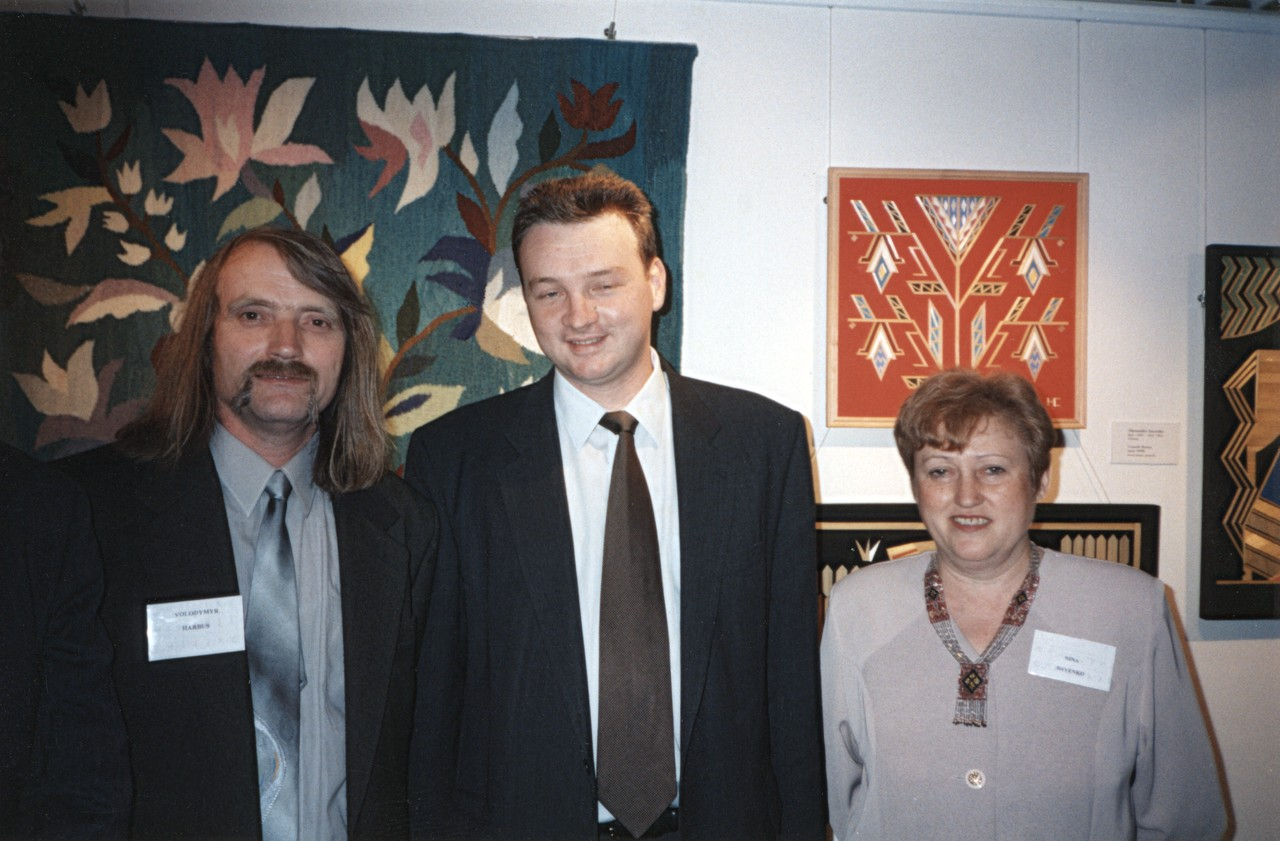
Митці з України Володимир Гарбуз (ліворуч) і Ніна Саєнко (праворуч) разом з мером Параматти Давид Боржер, під час виставки організовано Спілкою українських образотворчих митців Австралії, квітень 2000 р.

Зв'язок з Україною розпочався в 1989 році коли до Австралії приїхав народний депутат, поет Дмитро Павличко, тоді голова Товариства Української мови ім. Т. Шевченка.
Після нього Австралію відвідало багато політиків, письменників, артистів, співаків, ансамблів, професори, вчені різних галузей, між ними екс-президент Леонід Кравчук, народний депутат-поет Іван Драч, голова Всесвітньої Координаційної Ради Українців в світі, колишні в'язні концтаборів СССР Богдан Горинь, Левко Лук'яненко, Владика Павло Василик, Президент Києво-Могилянської Академії В'ячеслав Брюховецький, бізнесові делегації, спортовців, ціла Олімпійська команда в 2000 році, та багато різних мистців.
З сторони Австралії в культурницьку подорож в Україну їздили бандурист Віктор Мішалов, танцювальна група «Веселка», Ансамбль ім. Володимира Івасюка, ансамбль бандуристок «Ластівка», діти української школи ім. св. Андрія, всі з Сіднею, Танцювальний ансамбль СУМ «Верховина» з Мельбурну, ансамбль «Каштан» з Аделаїди, діти української школи з Саншайну, діти української школи і СУМ-у з Перту, як і рівно ж Сумівці і Пластуни з приводу З'їздів і Світових Злетів, які відбувалися в Україні.
Офіційні зв'язки з Україною розпочалися в грудні 1991 року коли Австралія визнала незалежну Україну, а відтак Україна визначила своє представництво в Австралії.
16.1.2000 року, до Австралії приїхав перший консул України Вадим Пристайко, а генеральний консул Василь Корзаченко прибув в травні місяці того ж року. До того часу ролю Почесного Конусла України бл. пам. Зіна Ботте з Мельбурну. Після її смерті її чоловік Валерій перебрав цю ролю.
14.4.2003 року Генеральне Консульство України перетворено на дипломатичну установу, тобто амбасаду — посольство. Консули та посли України Олександер Міщенко, Валентин Адомайтіс, і тимчасові представники у Посольстві Микола Джиджора, Станіслав Сташевський та консул Олександер Фоменко, тісно співпрацювали і співпрацюють з Управою СУОА.

## Політична діяльність

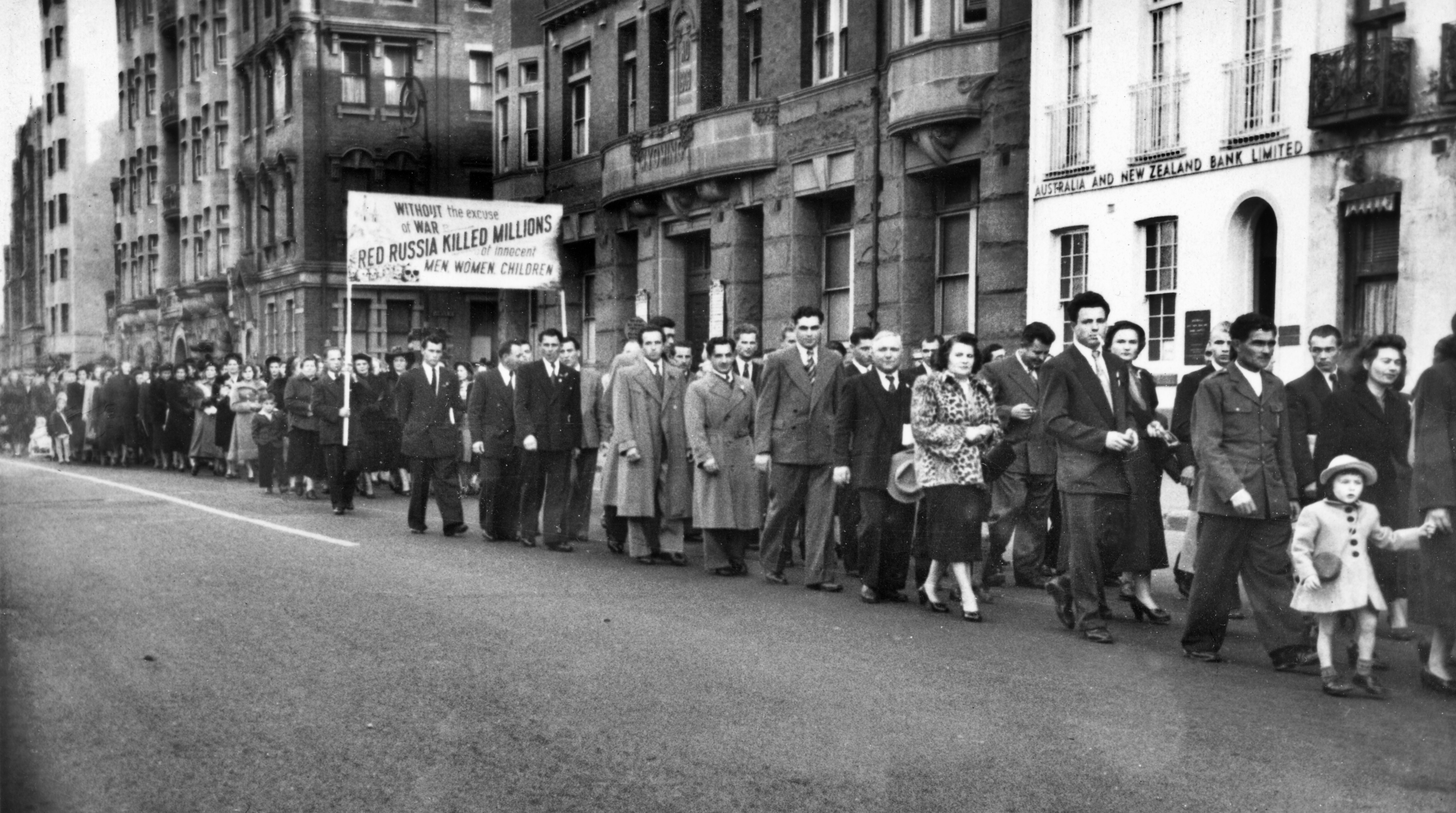
Українці Сіднею демонструють проти Російського комунізму і Голодомору, 28 червня 1953 р.

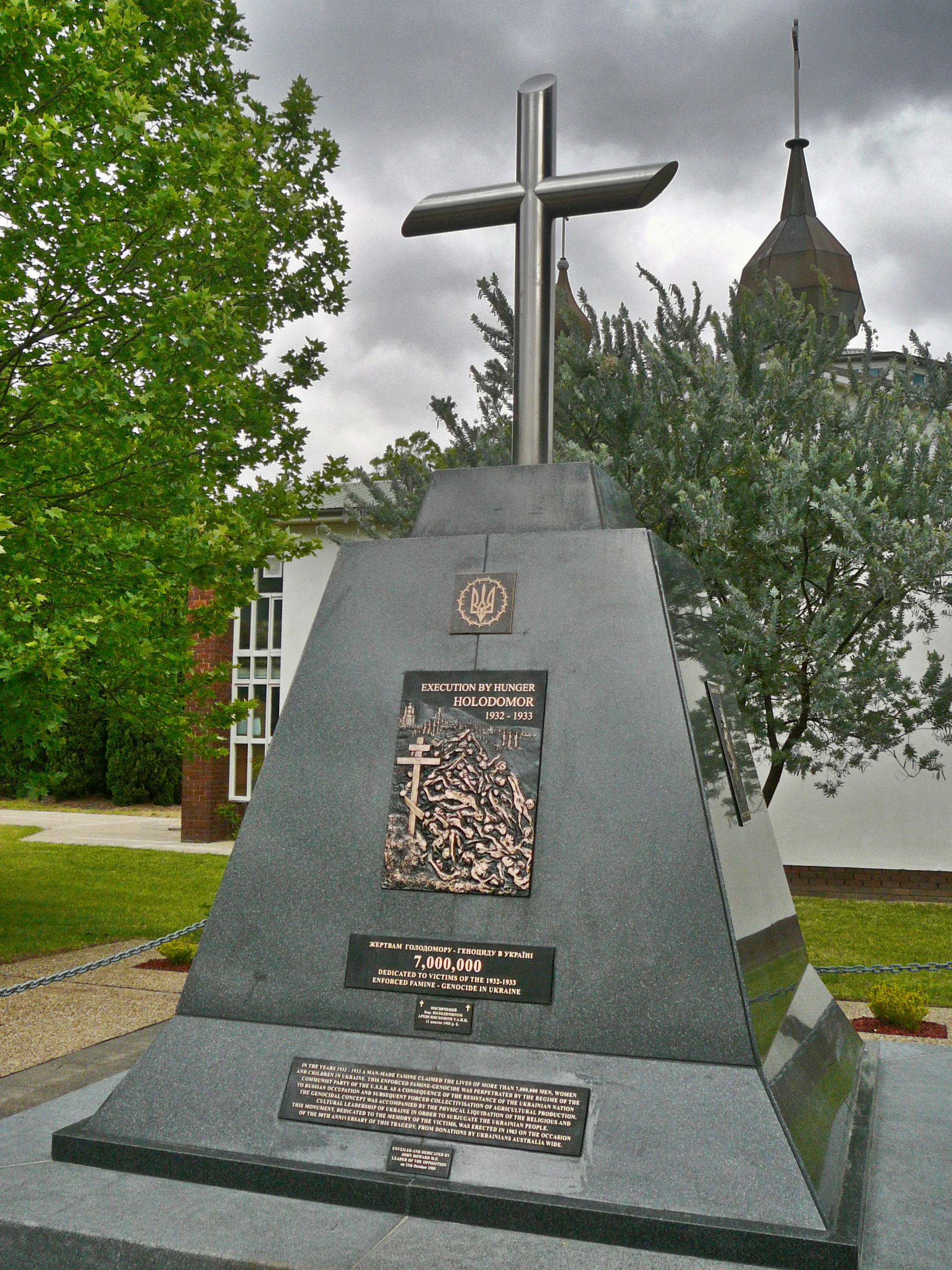
Пам'ятник Голодомору в Українському Православному Центрі, Канберра, Австралія

Українська спільнота Австралії визначила себе своєю політичною діяльністю. До часу проголошення Незалежності України в 1991 року українська громада в Австралії проводила величезні демонстрації в справах Голодомору 1932—1933, в обороні людських та національних прав, проти сов'єтьско-комуністичного знущання над українським народом. Виступи проти Червоно-Армійського хору та інших владних структур. В 1991 році відбувалися маніфестації вимагаючи від Австралійського уряду визнання Української Самостійної Держави та за нав'язування дипломатичних зв'язків. У 2003 році проведено по всій Австралії акції на підтримку демократизації України в рамках Помаранчевої Революції.
Акція, «Смолоскип-Незгасима свічка» — розпочалася в Австралії в Канберрі 6.4.2008 року, щоби перевезти Смолоскип по цілому світі з Україною включно, демонстрації в 2009 роках в річниці Голодомору 1932—1933 в Канберрі, зокрема були дуже успішними.
Визнання Австралійським урядом Голодомору геноцидом також велике досягнення СУОА.
Хоч Австралія далеко від інших континентів де поселені українці, представники української спільноти Австралії брали та далі беруть активну участь в Конґресах та праці Світового Конґресу Українців, політичних угрупувань, молодіжних організацій та злетів.